# Argüelles metróállomás
Argüelles metróállomás Spanyolország fővárosában, Madridban.

## Metróvonalak
Az állomást az alábbi metróvonalak érintik:
- 3-as metróvonal
- 4-es metróvonal
- 6-os metróvonal

## Kapcsolódó állomások
A metróállomáshoz az alábbi állomások vannak a legközelebb:
- Moncloa (Moncloa, 3-as metróvonal)
- San Bernardo (Pinar de Chamartín, 4-es metróvonal)
- Ventura Rodríguez (Villaverde Alto, 3-as metróvonal)
- Moncloa (Laguna, 6-os metróvonal, külső hurok)
- Príncipe Pío (Laguna, 6-os metróvonal, belső hurok)